# رود كاري
رود كاري (بالإنجليزية: Rod Carey)‏ هو لاعب كرة قدم أمريكية أمريكي، ولد في 24 يوليو 1971 في ماديسون في الولايات المتحدة.